# Sagwa
Sagwa (Sagwa, the Chinese Siamese Cat) è una serie televisiva a cartoni animati prodotta da CinéGroupe, Industrial FX Productions Inc., PBS e Sesame Workshop.

## Personaggi
- Sagwa - Doppiata in italiano da Monica Ward
- Dongwa - Doppiato in italiano da Simone Crisari
- Sheegwa - Doppiata in italiano da Ilaria Latini
- Fu-Fu - Doppiato in italiano da Luigi Ferraro
- Mandarino - Doppiato in italiano da Paolo Lombardi
- Banditore - Doppiato in italiano da Mino Caprio

## Sigla
In Italia la sigla Sagwa è cantata da Cristina D'Avena ed è stata pubblicata su 40 - Il sogno continua

## Trasmissioni nel mondo
- PBS Kids, Sprout
- TVO, Radio-Canada, Knowledge
- Disney Channel, ABP Majha
- CCTV
- TV7, SCTV
- YOYO TV
- Spacetoon
- Animax
- Australian Broadcasting Corporation
- France 2, TF1, Gulli
- Fix&Foxi
- Nick Jr.
- TV Puls, Nickelodeon, Boomerang

## Episodi
- 101 "How Sagwa Got Her Colors"
- 102 "New Year's Clean Up" / "Firefly Nights"
- 103 "Royal Cats" / "Acrobat Cats"
- 104 "Tung, the Singing Cricket" / "Sagwa's Lucky Bat"
- 105 "Cat Burglar" / "Sagwa's Good Deed"
- 106 "Harvest Festival Race" / "The Foolish Magistrate's New Robes"
- 107 "Magistrate Loses His Post" / "Fur Cut"
- 108 "Sagwa's Swan Song" / "Tribal Cats"
- 109 "Stinky Tofu" / "Cat and Mouse"
- 110 "The Foolish Magistrate's Aching Tooth" / "Sheegwa and the Blizzard"
- 111 "By the Light of the Moon" / "Treasure Hunters"
- 112 "Fraidy Cats" / "The Tortoise and the Cat"
- 113 "Cats of a Different Class" / "Alley Cat Opera"
- 114 "Fu-Fu and the Whistling Pigeon" / "Princess Sheegwa"
- 115 "Sagwa Rules" / "Ciao Meow'
- 116 "Explorer's Club" / "Time for Everything"
- 117 "Not-So-Purrfect Patient" / "Comic Opera"
- 118 "Panda-monium" / "Festival of Lanterns"
- 119 "Snagged by a Thread" / "Master of Mistakes"
- 120 "Collar of Time" / "The Birds, the Bees, and the Silkworms"
- 121 "Invention By Mistake" / "Dongwa the Sailor"
- 122 "New Cook in the Kitchen" / "Cool Fu-Fu"
- 123 "Tough Guy Dongwa" / "The Competition"
- 124 "Lord of the Fleas" / "A Precious Gift"
- 125 "My Fair Kitty" / "The Favorite"
- 126 "Tea for Two Monkeys" / "Lucky to Be a Bat"
- 127 "Sagwa the Stray" / "...And Action"
- 128 "Ba-Do and the Lantern Festival" / "Fu-Fu's Full Moon Flight"
- 129 "A Catfish Tale" / "Wedding Day Mess"
- 130 "Spreading Rumors" / "Up, Up and Away"
- 131 "The Jade Rabbit" / "Dongwa's Best Friend"
- 132 "The Zodiac Zoo" / "The Four Dragons"
- 133 "Lost and Found" / "Three Graces"
- 134 "All Grown Up!" / "The Cat and the Wind!"
- 135 "Too Close for Comfort! / Sister Act!*
- 136 *Sick Day / The Name Game"
- 137 *Shei-Hu's Secret / Homesick Jun"
- 138 *The Return of the Rat / Great Balls of Fire*
- 139 *Catsitter / On the Run"
- 140 "Cha-Siu Bow Wow/Mutt That Would Be King"